# 丘山万里子
丘山 万里子（おかやま　まりこ）は、東京都生まれの日本の音楽評論家。Web音楽評論誌『Mercure de Arts』（メルキュール・デザール）編集長。

## 略歴
東京都の編集者の家庭に生まれる。桐朋学園大学音楽学部作曲理論科音楽美学専攻を卒業後、同大助手就任。財団の奨学金を得て1987年からウィーンに学び、1992年からはミュンヘンに学ぶ。帰国後、日本大学文理学部非常勤講師など。
1999年に音楽批評誌『ブリーズ』編集・発行人に、2015年に『Mercure de Arts』編集長に就任。

### 受賞歴
- 『音楽現代』新人評論新人賞

## 家族
夫に東京大学東洋文化研究所教授の丘山新。

## 著書
- 『鬩ぎあうもの超えゆくもの』（深夜叢書社、1990年）
- 『吉田秀和私論 -なお語りたき音-』（楽、1992年）
- 『失楽園の音色 クラシックをめぐるエロスとタナトスの物語』（二玄社、1995年）
- 『吉田秀和 -音追いびと-』（アルヒーフ、2001年）
- 『からたちの道 -山田耕筰-』（深夜叢書社、2002年）
- 『ブッダはなぜ女嫌いになったのか』（幻冬舎新書、2010年）

### 編著
- 『翔べ未分の彼方へ -チェリスト青木十良の思索-』（楽、1995年）

### 共著
- 『アジアの幸福論』（丘山新と、春秋社、2005年）
- 『波のあわいに -見えないものをめぐる対話-』（三善晃と、春秋社、2006年）

### 論文
- CiNii>丘山万里子